# Cary Mullen
Cary Lee Mullen (ur. 12 października 1969 w Banff) – kanadyjski narciarz alpejski. Najlepsze wyniki w Pucharze Świata osiągnął w sezonie 1993/1994, kiedy to zajął 10. miejsce w klasyfikacji generalnej, a w klasyfikacji zjazdu był czwarty. Najlepszym wynikiem Mullena na mistrzostwach świata było 7. miejsce w zjeździe podczas mistrzostw świata w Morioce. Zajął także 14. miejsce w kombinacji na Igrzyskach w Albertville.

## Puchar Świata

### Miejsca w klasyfikacji generalnej
- 1991/1992 – 98.
- 1992/1993 – 38.
- 1993/1994 – 10.
- 1994/1995 – 91.
- 1995/1996 – 121.
- 1996/1997 – 69.
- 1998/1999 – 123.

### Miejsca na podium
1. Saalbach – 6 stycznia 1994 (zjazd) – 2. miejsce
2. Aspen – 4 marca 1994 (zjazd) – 2. miejsce
3. Aspen – 5 marca 1994 (zjazd) – 1. miejsce